# Mohamed Khaled Belabbas
Mohamed Khaled Belabbas, född 4 juli 1981, är en algerisk friidrottare. Han deltog vid olympiska sommarspelen 2012.